# Matriz ativa de diodo orgânico emissor de luz

Camadas de um mostrador AMOLED

Matriz ativa de diodo orgânico emissor de luz (sigla AMOLED, do inglês: active-matrix organic light-emitting diode), é uma tecnologia baseada na O-LED que utiliza uma matriz ativa para endereçar os pixels.
O AMOLED é uma tecnologia presente em diversas aplicações do cotidiano: desde telas de dispositivos móveis, computadores portáteis, até painéis automotivos. A tecnologia é baseada em: uma matriz ativa, a qual reproduz as imagens exibidas, e um conjunto de diodos emissores de luz orgânicos (O-LEDs), os quais emitem a iluminação necessária para a projeção.
As telas AMOLED contam com quatro camadas: uma de ânodo, uma orgânica, uma de cátodo e outra com os circuitos, são capazes de ligar e desligar seus pixels três vezes mais rápido do que outras comuns, o que permite a exibição mais fluída de filmes com bastante movimentação em câmeras, TVs e celulares.

## Design e Operação

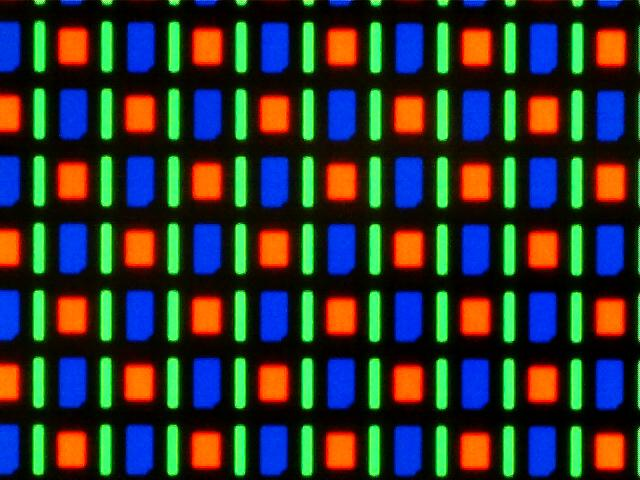
Mostrador AMOLED do smartphone Nexus One.

Um monitor (display) AMOLED consiste numa matriz ativa (active matrix) de pixels O-LED gerando luz sob ativação elétrica, que foi disposta ou integrada em um fino-filme-transistor (TFT), o qual funciona como uma série de controles que monitoram o fluxo de cada pixel individualmente.
Tipicamente, a corrente contínua flui de pelo menos dois TFTs para cada pixel: uma para iniciar e parar a carga do capacitor de armazenamento e a outra para prover a tensão num nível necessário para criar uma corrente elétrica constante para cada pixel, eliminando o excesso de correntes mais elevadas para a operação de matriz ativa de O-LED. Ademais, por meio de experimentação, foi descoberto que a voltagem necessária para emissão de luz pelos LEDs aumenta conforme o tempo de uso, contudo, o brilho emitido por O-LEDs é constante com o fluxo de corrente. Além disso, o limiar de voltagem é tão sensível à variações, que o uso de baixas voltagens é ineficaz devido a variações durante o processo de fabricação do O-LED.
A tecnologia de placas TFT é crucial na fabricação de monitores AMOLED. As duas principais tecnologias de placas TFT - silício policristalino (poly-Si - polycrystalline silicon) e silício amorfo (a-Si - amorphous silicon) são usadas atualmente nos AMOLEDs. Estas tecnologias oferecem um potencial de fabricação de placas de matriz ativas em baixas temperaturas (abaixo de 150ºC) diretamente sobre um substrato de plástico flexível para produção de monitores AMOLED flexíveis.

## Comparação com outras tecnologias

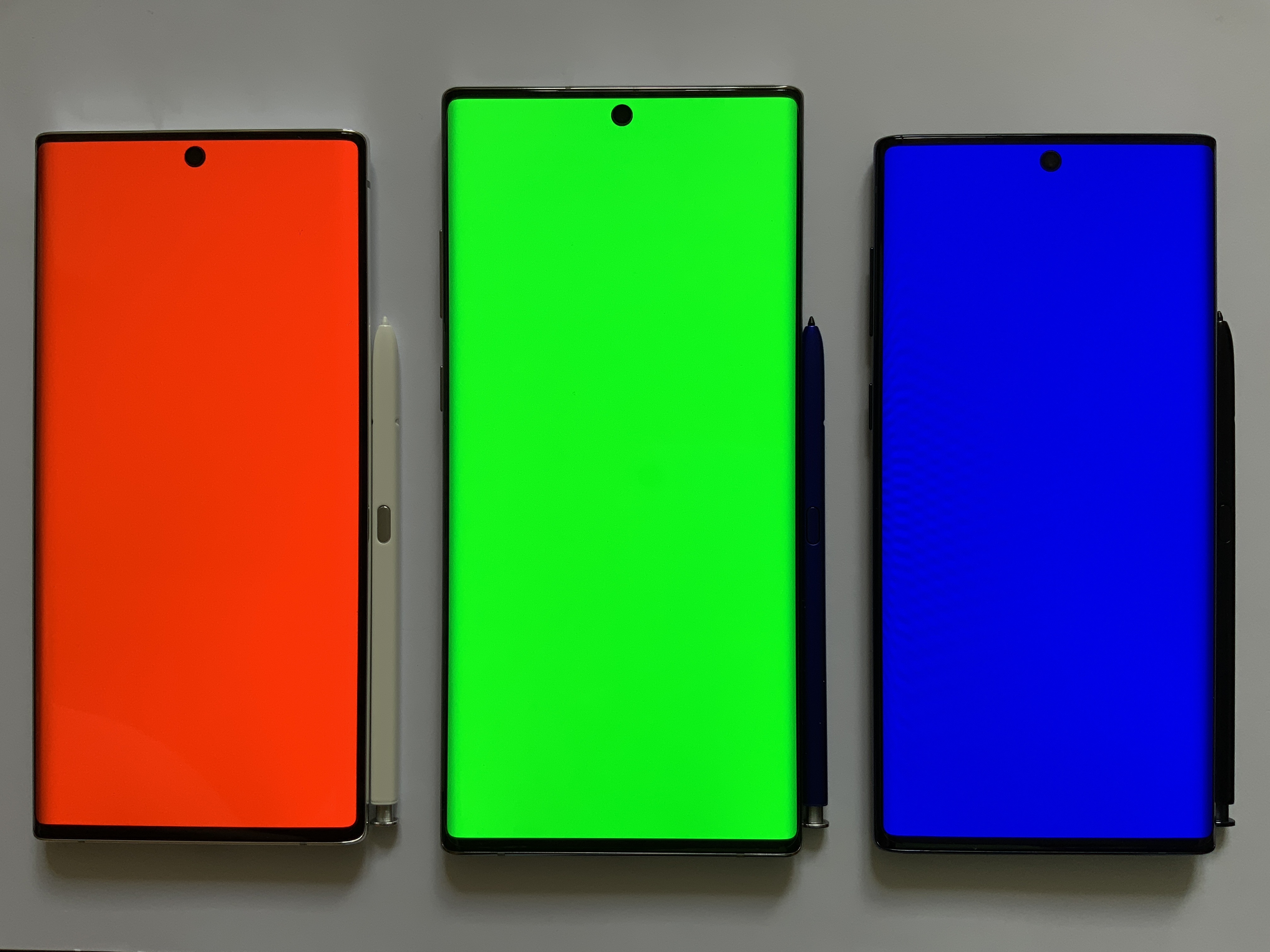
Dynamic AMOLED é usada na linha Samsung Galaxy Note 10

Telas AMOLED oferecem taxas de atualização mais rápidas do que as que utilizam matriz passiva, o que, possivelmente, reduz o tempo de resposta para frações de segundo, e ainda consome menos energia.
Além disso, a quantidade de energia requerida pelo dispositivo varia de acordo com a cor e luminosidade apresentados. Por exemplo, um display O-LED comercial consome 0,3 watts com texto branco e fundo preto, e 0,7 watts com texto preto e fundo branco, enquanto um display LCD consome 0,35 watts independentemente da imagem exibida. Com isso, devido ao fato do AMOLED desligar os pixels pretos durante a exibição de imagens, ele proporciona contraste melhor do que telas LCD.
Porém, displays AMOLED podem apresentar dificuldades ao serem vistos em luz solar direta, devido seu brilho máximo reduzido. Também, os materiais orgânicos são suscetíveis à degradação em um curto período de tempo, resultando em mudanças de cor, falhas e imagens-fantasma.

## Futuro
No período de 2011 a 2013, a Samsung apresentou modelos de displays flexíveis, com tecnologia 3D, ultra-resistentes e transparentes usando a tecnologia Super AMOLED Plus com altas resolução e tamanhos variáveis em telefones.
Esses protótipos usavam um substrato como polímero, acabando com a necessidade de uma proteção metálica e de vidro, e de uma matriz sensível ao toque, combinando-as em uma única camada integrada.
Até o momento, a Samsung planeja nomear as novas telas como Youm. E também planeja usar câmeras para rastrear os movimentos dos olhos e criar imagens tridimensionais.

## Tabela comparativa
Abaixo está uma tabela que correlaciona a resolução, com o tamanho da tela e a quantidade de pixel por polegada.
| Resolução |  | Tamanho (polegadas) | PPP | Aparelho                                                                            |
| --------- |  | ------------------- | --- | ----------------------------------------------------------------------------------- |
| 240×320   |  | 2.6                 | 154 | Nokia N85                                                                           |
| 640×360   |  | 3.2                 | 229 | Nokia C6-01                                                                         |
| 640×360   |  | 3.5                 | 210 | Nokia N8                                                                            |
| 640×360   |  | 4.0                 | 184 | Nokia 808 PureView                                                                  |
| 720x720   |  | 3.1                 | 328 | BlackBerry Q10                                                                      |
| 854×480   |  | 3.9                 | 251 | Nokia N9                                                                            |
| 800×480   |  | 4.0                 | 233 | Samsung Galaxy S                                                                    |
| 960×540   |  | 4.3                 | 256 | Samsung Galaxy S4 Mini                                                              |
| 1280×768  |  | 4.5                 | 332 | Nokia Lumia 1020                                                                    |
| 800×480   |  | 4.3 (4.27)          | 218 | Samsung Galaxy S II                                                                 |
| 960×540   |  | 4.3                 | 256 | Motorola Droid RAZR                                                                 |
| 1280×800  |  | 5.3 (5.29)          | 285 | Samsung Galaxy Note                                                                 |
| 1280×720  |  | 5.0                 | 295 | BlackBerry Z30 Samsung Galaxy E7                                                    |
| 1280×720  |  | 4.7 (4.65)          | 316 | Samsung Galaxy Nexus                                                                |
| 1280×720  |  | 4.7 (4.65)          | 316 | Moto X (1st generation)                                                             |
| 1280×720  |  | 4.8                 | 306 | Samsung Galaxy S III                                                                |
| 1280×720  |  | 5.6 (5.55)          | 267 | Samsung Galaxy Note II                                                              |
| 1280×720  |  | 5.6 (5.55)          | 267 | Samsung Galaxy Note 3 Neo                                                           |
| 1280×800  |  | 7.7                 | 197 | Samsung Galaxy Tab 7.7                                                              |
| 1920×1080 |  | 5.5                 | 400 | Meizu MX5                                                                           |
| 1920×1080 |  | 5.0 (4.99)          | 441 | Samsung Galaxy S4                                                                   |
| 1920×1080 |  | 5.2                 | 423 | Motorola Moto X (2nd gen)                                                           |
| 1920×1080 |  | 5.1                 | 432 | Samsung Galaxy S5                                                                   |
| 1920×1080 |  | 5.7                 | 388 | Samsung Galaxy Note 3                                                               |
| 2560×1440 |  | 5.1                 | 577 | Samsung Galaxy S6 Samsung Galaxy S6 edge                                            |
| 2560×1440 |  | 5.7                 | 515 | Samsung Galaxy Note 4 Samsung Galaxy Note 5 Samsung Galaxy S6 Edge+ Google Nexus 6P |
| 2560×1600 |  | 8.4                 | 359 | Samsung Galaxy Tab S 8.4                                                            |
| 2560×1600 |  | 10.5                | 287 | Samsung Galaxy Tab S 10.5                                                           |

## Dispositivos que usam AMOLED

### Smartphones
- Alcatel One Touch Idol Ultra
- BlackBerry Q10
- BlackBerry Z30
- BlackBerry Priv
- Cherry Mobile Cosmos X
- Micromax a90s
- Micromax a90
- Micromax a315
- Micromax Canvas Hue
- BenQ-Siemens S88
- Dell Venue 8 7000
- Gionee GN858
- Gionee GN868
- GIONEE GN878
- Gionee Elife E5
- GIONEE ELIFE S5.1
- GIONEE ELIFE S5.5
- HTC Desire
- HTC Droid Incredible
- HTC Legend
- HTC One S
- HTC J
- Lenovo S90 Sisley
- LG Franklin Phone
- LG E-730
- LG G Flex
- LG G Flex 2
- Micromax Superfone Pixel A90
- Motorola Moto X
- Motorola Droid Ultra
- Motorola Droid Maxx
- Motorola Droid RAZR HD and RAZR Maxx HD
- Motorola Droid RAZR
- Motorola Droid RAZR Maxx
- Motorola Droid Turbo
- Motorola Droid Turbo 2
- Moto X (Segunda Geração)
- Motorola Moto X Pro
- Google Nexus One
- Google Nexus S
- Google Galaxy Nexus
- Google Nexus 6
- Google Nexus 6P
- Motorola Moto G82 5G
- MP-809T
- Nokia 700
- Nokia 808 Pureview
- Nokia C7-00
- Nokia C6-01
- Nokia E7-00
- Nokia Lumia 800
- Nokia Lumia 810
- Nokia Lumia 820
- Nokia Lumia 822
- Nokia Lumia 900
- Nokia Lumia 925
- Nokia Lumia 928
- Nokia Lumia 930
- Nokia Lumia 1020
- Nokia N8
- Nokia N85
- Nokia N86 8MP
- Nokia N9
- Nokia X7
- OnePlus X
- Pantech Burst
- QMobile Noir Z3
- Samsung ATIV S
- Samsung ATIV SE
- Samsung AMOLED Beam SPH-W9600
- Samsung i7500 Galaxy
- Samsung Haptic Beam SPH-W7900
- Samsung SPH-m900 Moment
- Samsung i8910
- Samsung Jet
- Samsung Omnia 2
- Samsung Impression
- Samsung Rogue
- Samsung Transform
- Samsung Galaxy Note
- Samsung Galaxy Note II
- Samsung Galaxy Note 3
- Samsung Galaxy Round
- Samsung Galaxy Note 3 Neo
- Samsung Galaxy Note 4
- Samsung Galaxy Note Edge
- Samsung Galaxy Note 5
- Samsung Galaxy S
- Samsung Galaxy S Advance
- Samsung Galaxy Express
- Samsung Galaxy S II
- Samsung Galaxy S II Plus
- Samsung Galaxy S III
- Samsung Galaxy S III neo
- Samsung Galaxy S III Mini
- Samsung Galaxy S4
- Samsung Galaxy S4 Mini
- Samsung Galaxy S4 zoom
- Samsung Galaxy S Plus
- Samsung Galaxy S Blaze 4G
- Samsung Galaxy S5
- Samsung Galaxy S6
- Samsung Galaxy S6 Edge
- Samsung Galaxy S6 Edge+
- Samsung Galaxy S7
- Samsung Galaxy S7 Edge
- Samsung Galaxy S8
- Samsung Galaxy S8+
- Samsung Galaxy K Zoom
- Samsung Galaxy Ace Style LTE
- Samsung Galaxy Alpha
- Samsung Galaxy A3
- Samsung Galaxy A5
- Samsung Galaxy A7
- Samsung Galaxy A8
- Samsung Galaxy E5
- Samsung Galaxy E7
- Samsung Galaxy J
- Samsung Galaxy J3
- Samsung Galaxy J7
- Samsung Galaxy Nexus
- Samsung Galaxy Gear
- Samsung Gear 2
- Samsung Gear 2 Neo
- Samsung Gear Fit
- Samsung Gear S
- Samsung Gear Live
- Samsung Droid Charge
- Samsung Wave S8500
- Samsung S8600 Wave III
- Samsung Focus
- Samsung Focus S
- Samsung Focus 2
- Samsung Omnia 7
- Samsung Omnia W
- Samsung Omnia M
- Samsung Infuse 4G (SGH-i997)
- Samsung Z
- Samsung Galaxy A20
- Samsung Galaxy A22
- Samsung Galaxy A30
- Samsung Galaxy A30s
- Samsung Galaxy A40
- Samsung Galaxy A41
- Samsung Galaxy A42 5G
- Samsung Galaxy A50
- Samsung Galaxy A50s
- YotaPhone 2
- ZTE Blade

### Tablets
- docomo ARROWS Tab F-03G
- Samsung Galaxy Tab 7.7
- Toshiba Excite 7.7
- TOSHIBA REGZA AT570 7.7
- Samsung Galaxy Tab S 8.4
- Samsung Galaxy Tab S 10.5
- BungBungame KALOS 2 10.5

### Reprodutores de música portáteis
- Sony Walkman NWZ-X1000
- Sony Walkman NW-A855,A856,A857
- Cowon Z2
- Cowon S9
- Cowon J3
- Iriver Clix
- Iriver Spinn
- Samsung YP-M1
- Zune HD

### Consoles de videogame
- GP2X Wiz
- PlayStation Vita (Modelo original)

### Câmeras digitais
- Olympus XZ-1
- Samsung EX1
- Samsung EX2F
- Samsung NX10
- Samsung NX11
- Samsung NX20
- Samsung NX100
- Samsung NX200
- Samsung NX210
- Samsung NX300
- Samsung NX1000
- Samsung NX1100
- Samsung NX2000
- Samsung WB2000
- Samsung WB650